# Estratiota
Estratiota (del griego stratiotai): término que designa al campesino-soldado que integraba el tema. 
La particularidad de los estratiotas es su doble funcionalidad, ya que se ocupaban de cultivar la tierra y de defenderla simultáneamente; el campesino-soldado labraba la tierra asignada, y en caso de ser llamados a leva, actuaban como militares. En consecuencia, al estratiota se le concedían ciertos privilegios a cambio de defender la plaza como soldado; se le adjudicaría en usufructo un pedazo de tierra que le permitiría sustentar a su familia así como mantener el equipo militar, ya que se presuponía que debía presentarse a filas, en caso de ser llamado, a caballo.  Además, previsiblemente el estratiota percibiría un pequeño estipendio o soldadesca. Por su parte, la tierra que se le encomendaba podía dejarla en herencia a sus hijos, si bien no podía venderla o subdividirla.

## Thema
El  thema o themata es el nombre que se utilizaba para designar tanto a la unidad militar destinada en un territorio como al propio territorio que le competía defender.  Originalmente thema hacía referencia a la unidad cívico-militar destacada en un lugar, pero terminó por definir a la región ocupada. Como circunscripción territorial ocupaba una zona de frontera adjudicada a una unidad militar cuyos integrantes a la vez eran los habitantes de la misma.
Este sistema de thema se desarrolló fundamentalmente en zonas de la periferia o frontera del Imperio Romano de Oriente o Imperio Bizantino bajo el mandato del emperador Heraclio (610-641). El modelo de tema permitía al Imperio tener vigiladas las fronteras así como garantizar su defensa de forma ágil y sin necesidad de desplazar tropas. No obstante, el sistema de themas se veía complementado a nivel militar con los tagmata o unidades militares profesionalizadas del ejército bizantino (s. VIII-XI). Con los siglos, el modelo fue variando, si bien se mantuvo como circunscripción durante todo el Imperio.
Al frente del thema se encontraba el estratega, que aunaba el poder civil y militar en la circunscripción. El estratega estaba en constante antagonismo con el emperador de Constantinopla,  sublevándose con frecuencia contra él. En respuesta, los themas fueron progresivamente divididos y el número de estrategas aumentó, diluyendo su poder: mientras que el año 842 el Taktikon Uspensky refiere 18 estrategas, el Escorial Taktikon, escrito entre los años 971 a 975, enumera casi 90. Este proceso fue fomentado por las conquistas del siglo X, con la consiguiente creación de varios temas fronterizos nuevos y más pequeños. Durante esta época, el estratega del  thema de Anatolia  gozaba de prioridad sobre los demás.
Cada thema contaría con entre 6000 y 12000 estratiotas, quienes establecían un vínculo personal con el estratega. En su conjunto, el tipo de relación que se establece en el thema entre el estratega y el estratiota constituye un preludio de lo que más tarde evolucionaría en el sistema feudal.
La aplicación del sistema de thema revertía directamente en la reducción de los gastos del Estado, que se ahorra con los estratiotas la contratación de mercenarios que defendieran la frontera. Igualmente, el sistema de themas supuso un ejército fidelizado y entregado a la defensa militar, ya que en ello iba también su propiedad.
En otro orden de cosas, el establecimiento de  campesino-soldados también implicó un avance en la estructura socioeconómica del Imperio ya que, al consolidarse los minifundios de los estratiotas, se afianzaba una clase campesina, por una parte, y militar por otra. El primogénito del estratiota heredaba no solo la propiedad, sino el puesto militar, de modo que el resto de los hijos se incorporaban al grupo de campesinos libres.
El conjunto de estratiotas se vio incrementado con la incorporación de nuevos campesino-soldados procedentes de los pueblos invasores. Con el paso del tiempo, estos estratiotas, personas libres, conformaron las aldeas denominadas khorion.